# Svante Sparre
Svante Sparre, född 16 mars 1623 i Västerås, död 15 maj 1652 i Stockholm, var svensk friherre, landshövding och lantmarskalk. 

## Biografi
Svante Sparre föddes 1623 i Västerås. Han var son till riksrådet Lars Sparre och dennes hustru i första giftet Märta Banér samt sonson till rikskanslern Erik Sparre. Bror till Erik, Gustaf, Ebba, Carl och Per Sparre. 
Sparre skrevs in på Uppsala universitet 1636 och, tillsammans med sin bror Gustaf, vid universitetet i Leiden 1644. Redan 1641 höll han för Riddarhuset en latinsk parentation över den då nyligen avlidne berömde morbrodern Johan Banér. Han var kammarherre och gunstling hos drottning Kristina från 1645 och blev 1647 tillsammans med sina syskon, kusiner och farbröder upphöjd till friherre. Han blev 1649 utnämnd till lantmarskalk på den riksdag som, på Kristinas initiativ, utsåg pfalzgreven Karl Gustav till tronföljare. Också under den följande riksdagen 1650 och vid utskottsmötet hösten 1651 förnyades förtroendeuppdraget som lantmarskalk. Han var landshövding i Stockholms och Uppsala län och ståthållare på Uppsala slott 1649–1652.    
Han ägde bland annat Bergkvara slott i Bergunda socken i Kronobergs län och är gravsatt i Strängnäs domkyrka.

### Familj
Sparre gifte sig 2 augusti 1646 med överhovmästarinnan Görwel Bååt (1620–1673). Hon var dotter till ståthållaren Bo Gustafsson Bååt och Anna Ribbing. De fick tillsammans barnen Maria Eleonora Sparre (1647–1652), Märta Sparre (1648–1703) som var gift med ryttmästaren Leonard Lillie och presidenten Sten Bielke, kammarherren Lars Sparre (1649–1704), en son och Carl Sparre (död 1652).